# Рюйтель, Арнольд
А́рнольд Рю́йтель (эст. Arnold Rüütel; 10 мая 1928, Pahavalla, Сааремаа — 31 декабря 2024, Таллин) — советский и эстонский политический, государственный деятель. Президент Эстонии (2001—2006), председатель Президиума Верховного Совета Эстонской ССР (1983—1990), Председатель Верховного Совета Эстонии (1990—1992).
Депутат Совета Национальностей Верховного Совета СССР 11 созыва (1984—1989) от Эстонской ССР.

## Биография
Родился 10 мая 1928 года на острове Сааремаа в волости Лаймьяла (ныне территория волости Сааремаа уезда Сааремаа) в деревне Пахавалла в семье православных эстонцев Феодора и Юули. Окончил сельскохозяйственный техникум в Янеда в 1949 году, работал старшим агрономом на Сааремаа (1949—1950), затем преподавателем в Тартуском училище механизации сельского хозяйства (1955—1957).
В 1957 году назначен главным зоотехником и директором экспериментальной фермы НИИ ветеринарии и животноводства, а в 1963 году назначен директором опорно-показательного совхоза «Тарту» и оставался на этой должности до 1969 года. В то же время получил высшее образование, окончив в 1964 году Эстонскую сельскохозяйственную академию, и в 1972 году получил степень кандидата сельскохозяйственных наук (тема диссертации: «Концентрация молочного животноводства в Эстонской ССР»).
В период 1969—1977 годов Арнольд Рюйтель был ректором Эстонской сельскохозяйственной академии. С 1977 — член бюро Центрального Комитета Коммунистической партии Эстонии. В 1977—1979 годах — секретарь ЦК КПЭ по вопросам сельского хозяйства. С 1979 по 1983 год — первый заместитель председателя Совета Министров Эстонской ССР. В 1983 году назначен председателем Президиума Верховного Совета Эстонской ССР. В 1986—1990 годах являлся членом Центральной ревизионной комиссии КПСС.
Сыграл главную роль в подготовке Декларации о суверенитете, принятой Верховным Советом Эстонской ССР 16 ноября 1988 года.
Народный депутат СССР от Тартуского сельского национально-территориального избирательного округа № 479 Эстонской ССР. В марте 1990 года избран председателем Верховного Совета Эстонской ССР. Под его руководством 8 мая 1990 года Верховный Совет принял закон о восстановлении действия Конституции независимой Эстонской Республики 1938 года. Оставался председателем ВС до октября 1992 года. В 1991—1992 годах был членом Конституционной Ассамблеи, составившей проект Конституции Эстонской Республики. Выдвигал свою кандидатуру на первых всенародных президентских выборах в 1992 году и занял первое место, получив 43 % голосов избирателей, но проиграл второй тур (в котором голосовали депутаты парламента) Леннарту Мери.
В 1991 году Рюйтель защитил докторскую диссертацию по теме «Совершенствование технологии производства молока при интенсификации скотоводства», став доктором сельскохозяйственных наук. В 1994—2000 годах был председателем Народного союза Эстонии, а с 2007 года после возобновления членства в Народном Союзе его почётным председателем, в 1995 году избирался в Рийгикогу (парламент Эстонии), где занимал пост вице-председателя до 1997 года. Выдвигал свою кандидатуру на президентских выборах в 1996 году (начиная с которых президента избирает Рийгикогу, а в случае неудачи голосования — специальная коллегия выборщиков) и снова проиграл Мери во втором туре голосования выборщиков.
21 сентября 2001 года коллегия выборщиков во втором туре выбрала Рюйтеля (выставившего свою кандидатуру только при голосовании выборщиков) президентом Эстонии. В должность президента Эстонской Республики Рюйтель официально вступил 8 октября.
7 июня 2006 года Рюйтель заявил, что будет баллотироваться на второй срок, если президент вновь не будет выбран через Рийгикогу. На прошедших 23 сентября 2006 года выборах президента Эстонии, Рюйтель проиграл своему оппоненту, набрав 162 голоса из 345 возможных. В результате решения Коллегии выборщиков президентом Эстонской Республики был избран Тоомас Хендрик Ильвес, набравший 174 голоса. Полномочия Рюйтеля как президента закончились 9 октября 2006 года.
Умер 31 декабря 2024 года в возрасте 96 лет. Был похоронен 11 января на таллинском кладбище Метсакальмисту (Лесное кладбище). Жители Эстонии простились с бывшим Президентом 10 января в Кадриоргском дворце. 11 января Правительство Эстонии объявило днём национального траура и поднятием траурных флагов.

## Взаимоотношения с Россией
7 марта 2005 года Арнольд Рюйтель одновременно с президентом Литвы Валдасом Адамкусом отказался от приглашения президента России Владимира Путина приехать в Москву на праздничные торжества по случаю 60-летия Победы в Великой Отечественной войне.
Президент Эстонии объявил, что вместо него может приехать министр иностранных дел, однако официальный представитель российского МИДа Александр Яковенко напомнил, что приглашения президента России «носят персональный характер», поэтому президенты Адамкус и Рюйтель не могут прислать из вежливости вместо себя кого-то ещё.
Эстонский президент заверил, что высоко ценит вклад русского народа в разгром фашизма и склоняет головы перед теми, кто своей жизнью заплатил за победу. В боях за освобождение Эстонии от нацистов погибли около 300 тыс. солдат Красной армии.
Тем не менее, поблагодарив президента России за приглашение, президент Эстонии заявил, что страдания их народов с окончанием Второй мировой войны не закончились: «Нам пришлось и в мирных условиях пережить гибель тысяч человек, депортации и преследования… Страдания, вынесенные эстонцами во время Второй мировой войны и после неё, не стёрлись в памяти… Как глава государства я считаю своим долгом оставаться в этот день со своим народом».
Как заявил Арнольд Рюйтель, «народ Эстонии вместе с жителями других государств склоняет голову в память о многомиллионных жертвах фашистского режима. Но, к сожалению, Эстония после окончания войны не смогла свободно выбирать будущее». По словам Рюйтеля, широкие общественные дискуссии, организованные в стране по поводу участия Эстонии в праздновании 9 мая в Москве, показали, что большинство эстонцев ассоциирует окончание Великой Отечественной войны с укреплением советского тоталитарного режима.

## Семья
Был женат на фольклористке Ингрид Рюйтель (род. 1935) — дочери казнённого в 1942 году нацистами эстонского советского партийного и государственный деятеля Неэме Рууса. В браке родились двое дочерей Марис (род. 1958) и Аннели (род. 1965).
Есть шесть внуков, в том числе скандально известные внучки Мария и Хелена. В январе 2006 года по телевидению Эстонии (ETV) в программе «Очевидец» был показан телесюжет, посвящённый молодёжным оргиям, которые в президентском дворце Кадриорг устраивали (на тот момент) 15-летняя Хелена и 13-летняя Мария. Сюжет был показан в разгар дискуссии об очередных президентских выборах в Эстонии, намеченных на осень 2006 года. В один день с показом сюжета главные редакторы тринадцати влиятельных эстонских газет выступили с открытым письмом, требуя от президента Рюйтеля официально объявить, намерен ли он участвовать в осенних президентских выборах. 19 января 2006 президент и его супруга Ингрид выразили сожаление в связи с поведением своих внучек, принесли извинения за произошедшее и обратились к журналистам и политикам с просьбой «взвешенно подходить к этой проблеме».

## Награды
Награды Эстонии
| Страна  | Дата              | Награда                                    | Награда                                    | Литеры |
| ------- | ----------------- | ------------------------------------------ | ------------------------------------------ | ------ |
| Эстония | 2 октября 2001 —  | Кавалер цепи ордена Креста земли Марии     | Кавалер цепи ордена Креста земли Марии     |        |
| Эстония | 19 декабря 2007 — | Кавалер цепи ордена Государственного герба | Кавалер цепи ордена Государственного герба |        |
| Эстония | 2009 —            | Знак «Герб Таллина»                        | Знак «Герб Таллина»                        |        |

Награды СССР
| Страна | Дата             | Награда                                   | Награда                                   | Литеры |
| ------ | ---------------- | ----------------------------------------- | ----------------------------------------- | ------ |
| СССР   | 1 октября 1965 — | Кавалер ордена «Знак Почёта»              | Кавалер ордена «Знак Почёта»              |        |
| СССР   | 8 апреля 1971 —  | Кавалер ордена Ленина                     | Кавалер ордена Ленина                     |        |
| СССР   | 16 марта 1981 —  | Кавалер ордена Дружбы народов             | Кавалер ордена Дружбы народов             |        |
| СССР   | 7 мая 1988 —     | Кавалер ордена Трудового Красного Знамени | Кавалер ордена Трудового Красного Знамени |        |

Награды иностранных государств
| Страна     | Дата вручения      | Награда                                                                                          | Награда                                                                                          | Литеры   |
| ---------- | ------------------ | ------------------------------------------------------------------------------------------------ | ------------------------------------------------------------------------------------------------ | -------- |
| Литва      | 9 января 1992 —    | Медаль Памяти 13 января                                                                          | Медаль Памяти 13 января                                                                          |          |
| Финляндия  | 2001 —             | Кавалер цепи ордена Белой розы                                                                   | Кавалер цепи ордена Белой розы                                                                   |          |
| Польша     | 12 марта 2002 —    | Кавалер ордена Белого орла                                                                       | Кавалер ордена Белого орла                                                                       |          |
| Норвегия   | 2002 —             | Кавалер Большого креста ордена Святого Олафа                                                     | Кавалер Большого креста ордена Святого Олафа                                                     |          |
| Венгрия    | 2002 —             | Кавалер Большого креста ордена Заслуг                                                            | Кавалер Большого креста ордена Заслуг                                                            |          |
| Люксембург | 2003 —             | Кавалер Большого креста ордена Адольфа Нассауского                                               | Кавалер Большого креста ордена Адольфа Нассауского                                               |          |
| Португалия | 30 июля 2003 —     | Кавалер Большой цепи ордена Инфанта дона Энрике                                                  | Кавалер Большой цепи ордена Инфанта дона Энрике                                                  | GColIH   |
| Мальта     | 1 октября 2003 —   | Почётный Компаньон Почёта с орденской цепью                                                      | Почётный Компаньон Почёта с орденской цепью                                                      | K.U.O.M. |
| Румыния    | 2003 —             | Кавалер цепи ордена Звезды Румынии                                                               | Кавалер цепи ордена Звезды Румынии                                                               |          |
| Кипр       | 2004 —             | Кавалер цепи ордена Макариоса III                                                                | Кавалер цепи ордена Макариоса III                                                                |          |
| Италия     | 8 апреля 2004 —    | Кавалер Большого креста декорированного лентой ордена «За заслуги перед Итальянской Республикой» | Кавалер Большого креста декорированного лентой ордена «За заслуги перед Итальянской Республикой» |          |
| Исландия   | 2004 —             | Кавалер Большого креста ордена Исландского сокола                                                | Кавалер Большого креста ордена Исландского сокола                                                |          |
| Литва      | 30 сентября 2004 — | Кавалер Большого креста ордена Витаутаса Великого                                                | Кавалер Большого креста ордена Витаутаса Великого                                                |          |
| Словакия   | 12 октября 2005 —  | Кавалер ордена Двойного белого креста 1 класса                                                   | Кавалер ордена Двойного белого креста 1 класса                                                   |          |
| Латвия     | 30 ноября 2005 —   | Кавалер Большого креста ордена Трёх звёзд с цепью                                                | Кавалер Большого креста ордена Трёх звёзд с цепью                                                |          |
| Португалия | 8 марта 2006 —     | Кавалер Большой цепи ордена Сантьяго                                                             | Кавалер Большой цепи ордена Сантьяго                                                             | GColSE   |
| Филиппины  | 27 ноября 2013     | Лауреат премии Мира Гузи                                                                         | Лауреат премии Мира Гузи                                                                         |          |

- Медаль Балтийской ассамблеи (2002)[18]

Вошёл в составленный в 1999 году по результатам письменного и онлайн-голосования список 100 великих деятелей Эстонии XX века.

## Память
4 июля 2025 года в Розовом саду президентской канцелярии в Кадриорге состоялось открытие бюста Арнольда Рюйтеля. Автором стал скульптор Эндель Танилоо.